# Bahnhof Lingen (Ems)
Der Bahnhof Lingen ist ein Verkehrsknotenpunkt in der Stadt Lingen (Ems). Er besitzt insgesamt neun Gleise, von denen die Gleise 1 und 2 dem Personenverkehr dienen. Für die Verknüpfung mit anderen Verkehrsträgern befindet sich der Busbahnhof auf dem Vorplatz; es gibt
ferner einen Taxistand sowie Park- und Fahrradstellplätze.
Der Bahnhof wurde 2004 täglich von über 1000 Fahrgästen genutzt.

## Geschichte

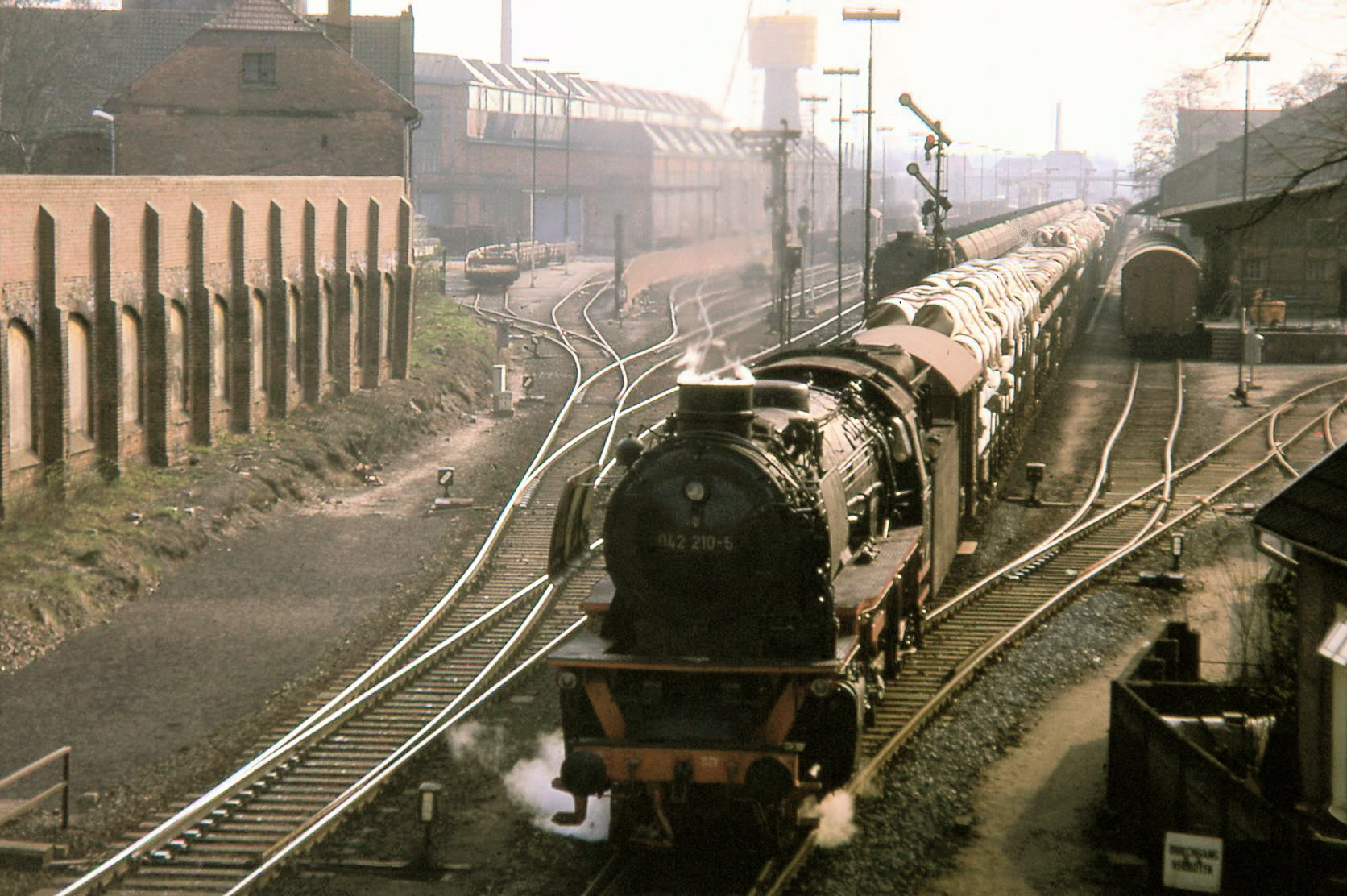
Güterverkehr im Lingener Bahnhof im Jahr 1974

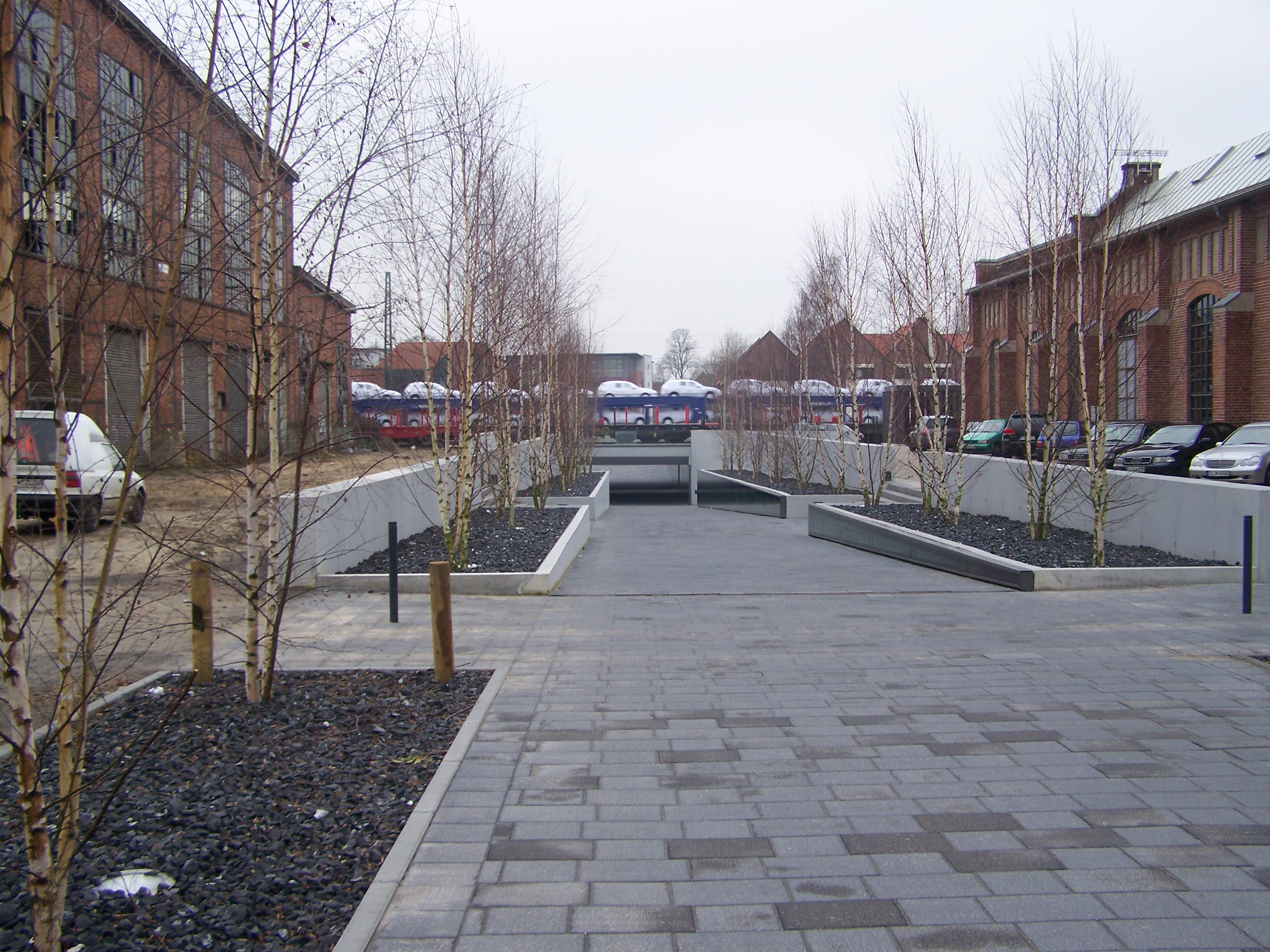
Die neue Unterführung am Bahnhof

Mit der 1856 erfolgten Eröffnung der Hannoverschen Westbahn erhielt auch Lingen Anschluss an das Eisenbahnnetz. Östlich der damaligen Stadt wurde ein Bahnhof errichtet, der vom 2. Mai bis zum 23. Juni Endpunkt der zunächst von Emden kommenden Bahnstrecke war, bevor der Lückenschluss zwischen Lingen und Osnabrück erfolgte. Lingen war die größte von mehreren Kleinstädten im Emsland, die Lage auf etwa halbem Wege zwischen Hannover und Emden führte aber zur Ansiedlung der Zentralen Werkstätten der Westbahn. Aus diesem Grund besaß der Lingener Bahnhof von Beginn an umfangreiche Gleisanlagen, die mit späteren Erweiterungen des Ausbesserungswerkes ausgedehnt wurden.
Einige hundert Meter nördlich des Bahnhofs befand sich von 1904 bis 1952 der Kleinbahnhof Lingen der schmalspurigen Kleinbahn Lingen–Berge–Quakenbrück, die auch Rollbockverkehr durchführte und daher einen Anschluss an die Staatsbahn besaß. Weitere Anschlussgleise führten nord- und südwestlich des Bahnhofs zu zwei Häfen, landwirtschaftlichen Genossenschaften und anderen Firmen.
Für den Personenverkehr stand zunächst neben dem Hausbahnsteig am Gleis 1 ein schmaler Mittelbahnsteig an Gleis 2 zur Verfügung, der nur durch Überqueren des Gleises 1 erreicht werden konnte. Dieser wurde in den 1970er Jahren aufgrund von Sicherheitsbestimmungen stillgelegt, sodass ab diesem Zeitpunkt die Züge in beide Richtungen der eigentlich zweigleisigen Strecke auf Gleis 1 hielten, was oftmals zu Verspätungen führte. Daher wurde 2009 ein neuer Bahnsteig für Gleis 2 gebaut (s. unten).
Nach der Stilllegung des Ausbesserungswerkes in den 1980er Jahren wurden die Gleisanlagen sukzessive dem sinkenden Bedarf entsprechend verringert, die letzten Gleise in die Werkshallen wurden 2003 demontiert.
Im Jahr 2004 wurde das unter Denkmalschutz stehende Empfangsgebäude für eine Gesamtsumme von fast 500.000 Euro renoviert und beherbergt seither neben dem privat geführten Reisezentrum und einigen Büros eine Gaststätte und einen größeren Kiosk. Derzeit (Stand April 2022) steht die Gaststätte leer.
Seit 2007 verbindet ein Fahrrad- und Fußgängertunnel unter den Gleisanlagen die Gebiete beiderseits der Bahnanlagen. Die westliche Einmündung dieser Unterführung auf die Bernd-Rosemeyer-Straße erhielt den Namen „Theo-Lingen-Platz“; östlich endet die Einmündung auf dem Gelände des ehemaligen Ausbesserungswerks Lingen zwischen den Hallen I/II und IV an der Kaiserstraße.
An der Stelle des ehemaligen Gleises 3 wurde im Jahr 2009 ein neuer Seitenbahnsteig für Gleis 2 gebaut; die übrigen Gleise wurden verschwenkt. Der Zugang zu dem neuen Bahnsteig erfolgt durch den Fahrrad- und Fußgängertunnel. Anschließend wurde der alte Hausbahnsteig saniert und erhöht; des Weiteren wurde ein Fahrstuhl zwischen dem Tunnel und dem neuen Bahnsteig in Betrieb genommen. Seitdem ist nun ein barrierefreier Einstieg in die Züge beider Richtungen möglich. Nach öffentlicher Kritik an der geringen Abmessung des neuen Bahnsteiges erfolgte 2011 eine Verbreiterung.
Auch der Busbahnhof wurde umgebaut und vergrößert. Nachdem es im Jahr 2009 aufgrund eines Finanzierungsstreits zwischen dem Landkreis Emsland und dem Busunternehmer Meyering als Bauträger zu einem Baustopp gekommen war, wurde die ursprünglich nur für die Sommerferien geplante „Ausweichlösung“ mit einem provisorischen Busbahnhof am Neuen Hafen und einer Ersatzhaltestelle vor dem Bahnhof bis in den Herbst verlängert. Der neue Busbahnhof umfasst neben den Haltestellen auch einen Informationspavillon der VGE und wurde Anfang 2011 fertiggestellt.
Zum 1. November 2016 erwarb die Stadt Lingen das Bahnhofsgebäude und das zugehörige, 675 m² große Grundstück von der Deutschen Bahn. Sie plant eine Sanierung des Gebäudes und die Wiederherstellung des historischen Erscheinungsbildes durch Abriss späterer Anbauten.
Am 3. Juli 2020 um 15:14 Uhr hielt erstmals ein ICE der Linie zwischen München Hauptbahnhof und Norddeich-Mole im Bahnhof Lingen, dieser verkehrt in der Urlaubssaison im Sommer. Der Zug in Gegenrichtung nach München hielt allerdings nicht in Lingen, da im wesentlich kleineren Papenburg ein zusätzlicher Halt eingeplant ist. Im Fahrplanjahr 2022 hält samstags ein ICE der Linie 35 Köln–Norddeich (Mole) in beiden Richtungen.
Seit April 2024 wird der Lingener Bahnhof komplett saniert. Ziel der Umgestaltung ist es, das Bahnhofsgebäude äußerlich in den Zustand um 1850 zurückzuversetzen.

### Denkmallok
Von 1973 bis 2003 stand die Dampflok 82 008 als Denkmallok am Bahnhof in Lingen. Nach Stationen in Neumünster und Siegen befindet sie sich seit 2014 im DB Museum Koblenz.

## Lage

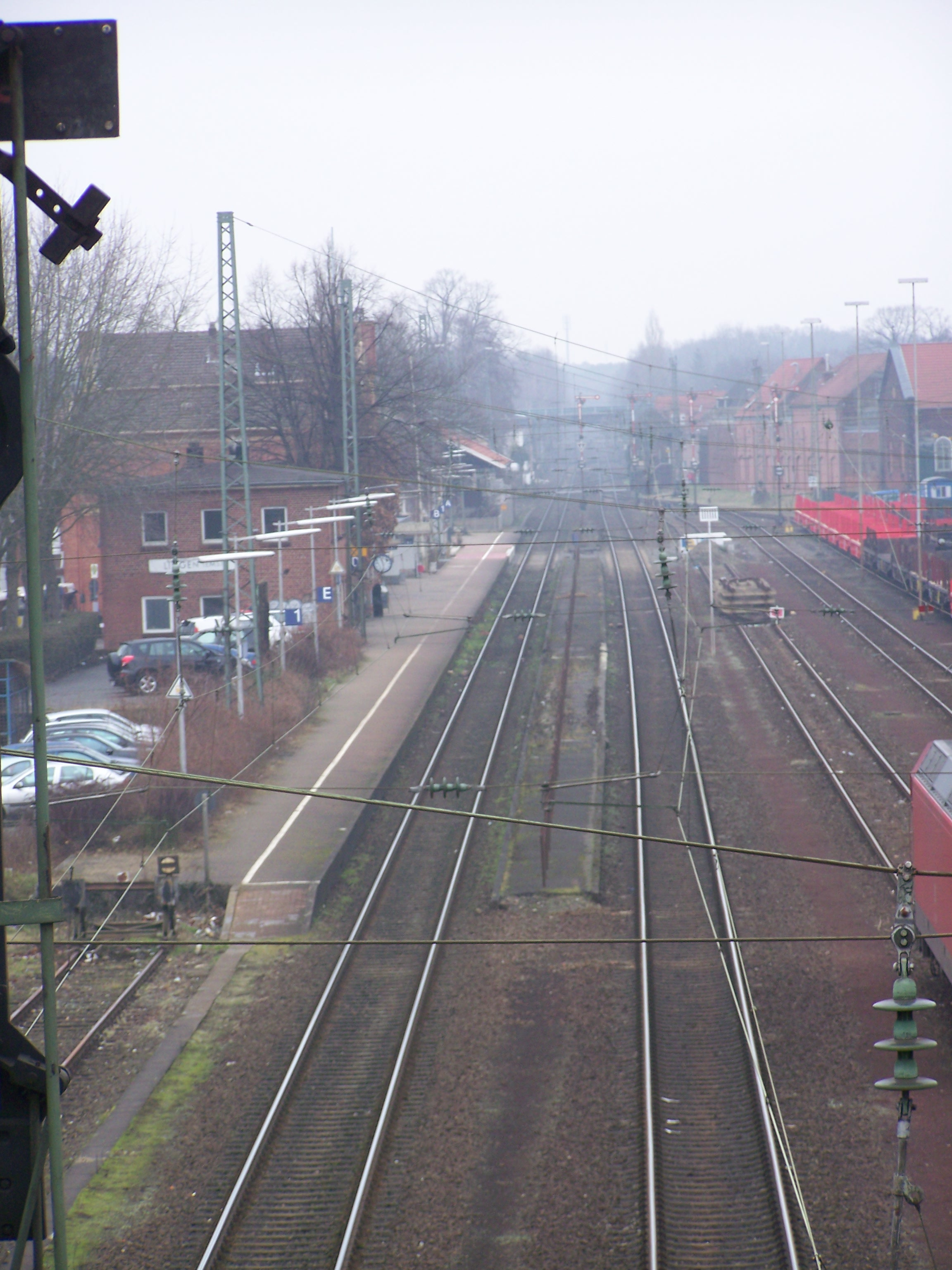
Blick auf die alten Bahnsteige 1 (in Betrieb) und 2 (stillgelegt)

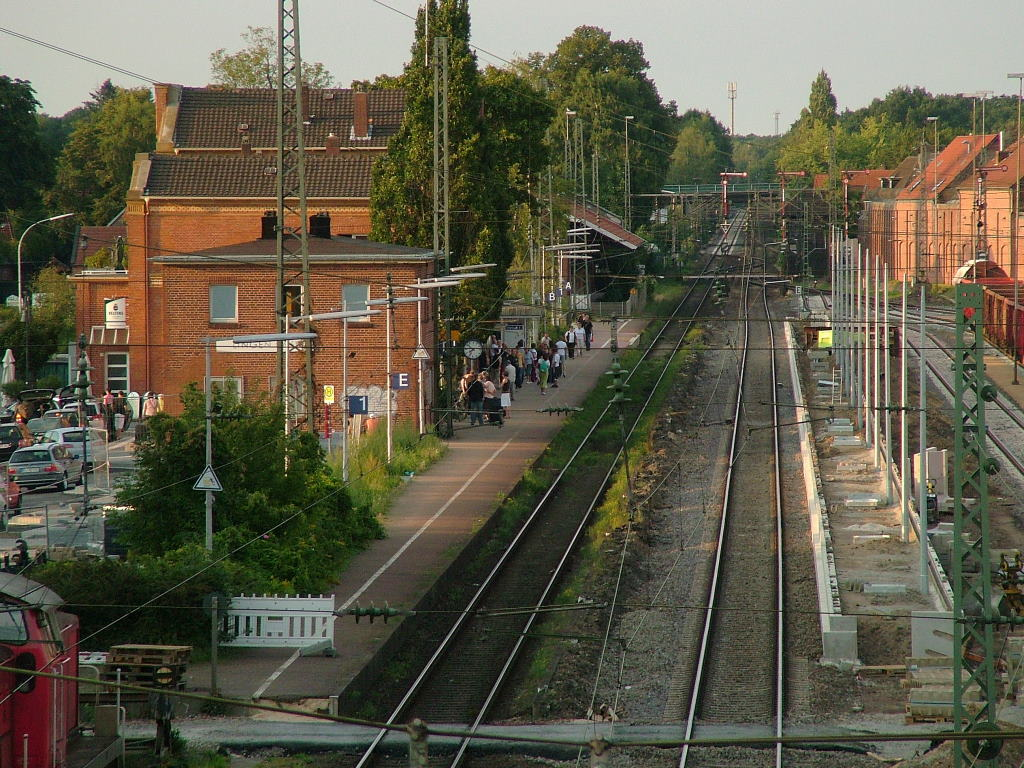
Ein ähnlicher Blick während des Umbaus im Sommer 2009

Der Bahnhof befindet sich am östlichen Rand der Lingener Innenstadt an der Bernd-Rosemeyer-Straße 18. Östlich des Bahnhofs liegen die Hallen des ehemaligen Ausbesserungswerkes Lingen an der Kaiserstraße.
Die ehemalige Güterabfertigung im nördlichen Bereich des Bahnhofs wird heute als ein Tanz-, Sport- und Kulturzentrum genutzt, die Fußgängerzone mit zahlreichen Einkaufsmöglichkeiten in der Innenstadt befindet sich wenige Gehminuten entfernt. Auf dem ehemaligen Postgelände südwestlich des Bahnhofs wurde 2007 zudem die Lookentor-Einkaufspassage eröffnet.
Bahnbetrieblich befindet sich der Bahnhof an km 239,8 der Strecke 2931 (Hamm Pbf–Emden), auf der in diesem Bereich die Kursbuchstrecke 395 verläuft.

## Verkehr

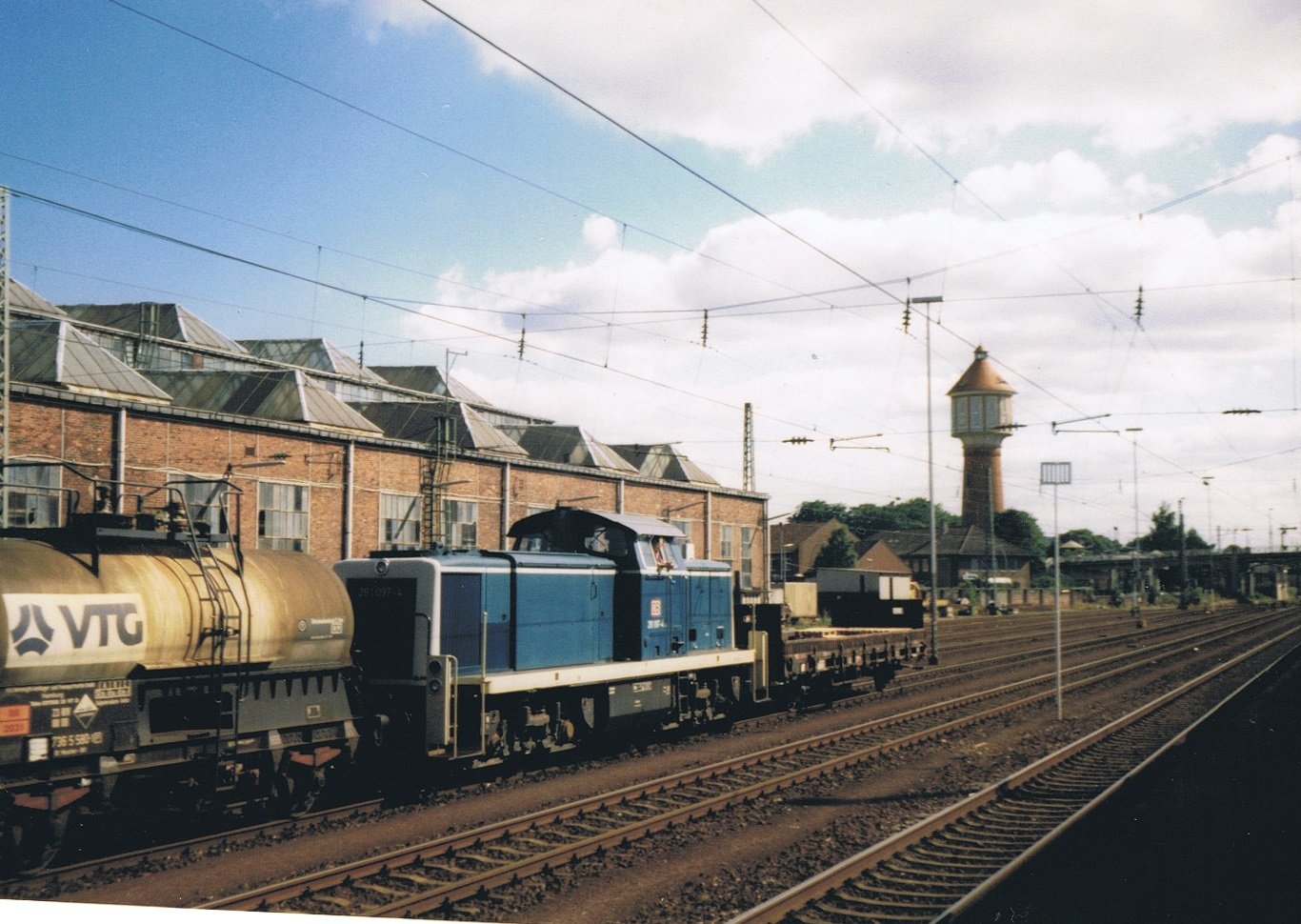
Rangierbetrieb im Bahnhof Lingen (Ems)

Der Bahnhof Lingen (Ems) wird von folgenden Linien bedient:
| Linie                    | Linienverlauf | Takt    |
| ------------------------ | --- | ------- |
| IC 35                    | Norddeich Mole – Emden – Lingen (Ems) – Münster (Westf) – Recklinghausen – Duisburg – Düsseldorf – Köln – Koblenz – (Mainz – Mannheim – (Stuttgart (nur Sa)) – Karlsruhe – Offenburg – Singen – Konstanz (nur Fr und Sa)) | 120 min |
| RE 15                    | Emsland-Express: (Emden Außenhafen –) (nur bei Schiffsverkehr) Emden Hbf – Leer (Ostfriesl) – Papenburg (Ems) – Aschendorf – Dörpen – Lathen – Haren (Ems) – Meppen – Geeste – Lingen (Ems) – Leschede – Salzbergen – Rheine – (Rheine-Mesum –)* Emsdetten – (Reckenfeld –)* Greven (← (Münster Zentrum Nord –)* Münster (Westf) Hbf * nur einzelne Züge Stand: Fahrplanwechsel Dezember 2023 | 60 min  |
| Stand: 12. Dezember 2021 | |         |

Der Busbahnhof auf dem Bahnhofsvorplatz ist zentraler Knotenpunkt für das Busnetz um Lingen, das von der Verkehrsgemeinschaft Emsland-Süd (VGE) betrieben wird. Die Linien in den Landkreis Grafschaft Bentheim werden unter Tarifbedingungen der Verkehrsgemeinschaft Grafschaft Bentheim (VGB) betrieben. Der Busverkehr ist weitgehend auf den Schülerverkehr ausgelegt, bietet jedoch einen werktäglichen Stundentakt, der allerdings nicht mit dem Bahnverkehr abgestimmt ist. Einige Linien fahren diesen Stundentakt nur auf Abschnitten. Samstags endet der Betrieb gegen 14 Uhr, sonntags verkehrt nur die Linie 80 (Lingen ↔ Nordhorn).
| Linie       | Linienverlauf                                                                        | Betreiber |
| ----------- | ------------------------------------------------------------------------------------ | --------- |
| Lili 10/101 | Lingen Bahnhof ↔ Lingen-Clusorth-Bramhar ↔ Bawinkel ↔ Haselünne                      | VGE       |
| Lili 11     | Lingen Bahnhof ↔ Lingen-Damaschke ↔ Lingen-Brögbern                                  | VGE       |
| Lili 21/121 | Lingen Bahnhof ↔ Lingen-Gauerbach ↔ Lingen-Baccum ↔ Lengerich ↔ Handrup ↔ Wettrup    | VGE       |
| Lili 31/131 | Lingen Bahnhof ↔ Lingen-Baccum ↔ Thuine ↔ Freren ↔ Fürstenau                         | VGE       |
| Lili 31/132 | Lingen Bahnhof ↔ Lingen-Baccum ↔ Langen                                              | VGE       |
| 133         | Lingen Bahnhof ↔ Messingen ↔ Beesten ↔ Schapen ↔ Hopsten                             | VGE       |
| Lili 41/141 | Lingen Bahnhof ↔ Lingen-Bramsche ↔ Lünne ↔ Spelle ↔ Rheine                           | VGE       |
| 151         | Lingen Bahnhof ↔ Elbergen ↔ Bernte ↔ Emsbüren                                        | VGE       |
| Lili 60     | Lingen Bahnhof ↔ Lingen-Krankenhaus ↔ Lingen-Reuschberge ↔ Lingen-Schepsdorf         | VGE       |
| 80          | Lingen Bahnhof ↔ Lohne ↔ Klausheide ↔ Nordhorn                                       | VGB       |
| Lili 71/171 | Lingen Bahnhof ↔ Lingen-Wachendorf/Holthausen-Biene ↔ Dalum ↔ Groß Hesepe            | VGE       |
| Lili 74     | Lingen Bahnhof ↔ Lingen-Heukampstannen ↔ Lingen-Telgenkamp                           | VGE       |
| 981         | Lingen Bahnhof ↔ Lingen-Schepsdorf ↔ Lohne ↔ Wietmarschen ↔ Georgsdorf ↔ Füchtenfeld | VGB       |

Ein Nachtbusangebot der VGE verkehrte von 1997 bis 2016 am Wochenende unter dem Namen „Nachteule“, zudem existiert ein Anrufsammeltaxi-Angebot.
Der Bahnhof Lingen ist weiterhin eine Güterverkehrsstelle im Einzelwagenverkehr der Deutschen Bahn. Vor Ort ist eine Lokomotive der Baureihe 294 bzw. 295 stationiert, um die Wagen vom Knotenbahnhof Osnabrück Rbf abzuholen und in und um Lingen zustellen zu können. Bedient werden neben dem Bahnhof Lingen im Stadtgebiet der Güterbahnhof Hanekenfähr und die Faserwerke im Süden, die Anschlussbahn der Stadt Lingen (nur selten bei Bedarf) und die Erdölraffinerie Emsland im Norden. Weitere Bedienfahrten führen bis nach Emsdetten und Dörpen, wobei im nördlich benachbarten Bahnhof Meppen Wagenübergang zur EEB möglich ist.